# Daiquiri
Daiquiri er en familie af drinks hvis hovedingredienser er rom, limejuice, samt sukker eller et andet sødemiddel.
Daiquirí er en af de seks grundlæggende drinks listet i David A. Embury's klassiske The Fine Art of Mixing Drinks. I bogen foreslår han også nogle variationer.
En lignende drink, som er meget populær i Brasilien, er Caipirinha, som indeholder cachaça, brasiliansk sukkerrørsrom.

## Oprindelse
Navnet Daiquirí er også navnet på en strand nær Santiago de Cuba samt på en jernmine i dette område. Det er et ord af Taíno-oprindelse.

Daiquiri er formentlig opfundet af en amerikansk mineingeniør med navnet Jennings Cox, som tilfældigvis var i Cuba på tidspunktet for den spansk-amerikanske krig.